# Зубков, Василий Петрович
Василий Петрович Зубков (14 [25] мая 1799 — 12 [24] апреля 1862, Москва) — друг А. С. Пушкина и И. И. Пущина; масон, близкий к декабристам; тайный советник, сенатор (1855).

## Биография
Родился 14 (25) мая 1799 года в семье секунд-майора, Петра Абрамовича Зубкова (1762—1804); мать — Наталья Петровна (урождённая Евреинова; 1775—1845), внучка президента Коммерц-коллегии Я. М. Евреинова.
В 1816 году учился в московском Училище колонновожатых, затем преподавал в нём; 26 ноября 1817 года выпущен с производством в прапорщики свиты Его Величества по квартирмейстерской части.
Согласно сохранившимся показаниям В. П. Зубкова, данным им в 1826 году, в 1817 (или 1818) году князь Ф. П. Шаховской предлагал ему вступить в тайное литературное общество, цель которого «заключалась единственно в распространении общеполезных познаний между членами и в денежных пособиях бедным членам, а средство состояло в переводах на Русский язык лучших иностранных книг и некоторых денежных пожертвованиях»; предложение не было принято.
В сентябре 1819 года был произведён в подпоручики, а 11 декабря того же года он вышел в отставку. Совершил поездку за границу, где ознакомился с французским судопроизводством, судом присяжных, увлёкся изучением сочинений Делольма, Сея, Сисмонди и других политических писателей.
В 1826 году Зубков показал, что в 1820 (1821 ?) — 1822 годах состоял членом масонской ложи «Соединённых славян» (Петербург), целью которой «была благотворительность и усовершение нравственности, а средства к достижению сей цели — произвольные денежные пожертвования и чтение в ложе поучительных нравственных речей»; дойдя до высоких степеней, вышел из ложи в связи с закрытием масонских братств по распоряжению правительства.
С 27 сентября 1821 года В. П. Зубков состоял в Коллегии иностранных дел, 28 июля 1822 года был причислен к Московскому архиву коллегии, откуда 22 марта 1823 года был командирован к московскому генерал-губернатору князю Д. В. Голицыну; 6 августа 1824 года он был назначен советником во 2-й департамент Московской палаты гражданского суда (после ухода с этой должности П. И. Колошина).
Через 3 недели после восстания декабристов, 9 января 1826 года, Зубков был арестован и заключён в Петропавловскую крепость. Уже 14 января Следственная комиссия не нашла достаточных поводов к осуждению В. П. Зубкова и постановила просить о его освобождении, что и было осуществлено 20 января 1826 года. Тем не менее, он был внесён в составленный в 1827 году «Алфавит членам бывших злоумышленных тайных Обществ и лицам, прикосновенным к делу, произведенному Высоч. учрежденною 17-го декабря 1825 г. Следственною Коммиссиею» («Алфавит Боровкова»):

Был взят по показанию Штейнгеля, что имел частные сношения с Пущиным и другими членами. Но по исследованию Комиссии оказался не принадлежавшим к обществу и не знавшим о существовании оного. — Содержался в крепости с 12 января. По Высочайшему повелению вследствие доклада Комиссии 20 января освобожден с аттестатом.— Декабристы. Биографический справочник / Под редакцией М. В. Нечкиной. — М.: Наука, 1988. — С. 259. — 50 000 экз. — ISBN 5-02-009485-4.
Вернувшись в Москву, В. П. Зубков 14 октября 1826 года вышел в отставку.
В сентябре — октябре 1826 года состоялось знакомство В. П. Зубкова с А. С. Пушкиным, приехавшим в Москву из Михайловского по вызову императора Николая; вскоре они уже были на «ты», чему способствовала также их общая дружба с Пущиным.
С 6 мая 1829 года В. П. Зубков возобновил службу, став советником во временной экспедиции 2-го департамента Московской палаты уголовного суда, созданной для производства дела о злоупотреблениях по удельным имениям чиновников Удельного и других ведомств.
В 1830 году, с появлением в Москве холеры, с 24 сентября по 2 ноября заведовал 2-м и 3-м кварталами Якиманской части, будучи помощником сенатора Брозина. Со 2 ноября 1830 по 19 ноября 1831 года начальствовал над Ордынской холерной больницей. Свой опыт и наблюдения о природе холеры изложил в брошюре, изданной в 1831 году.

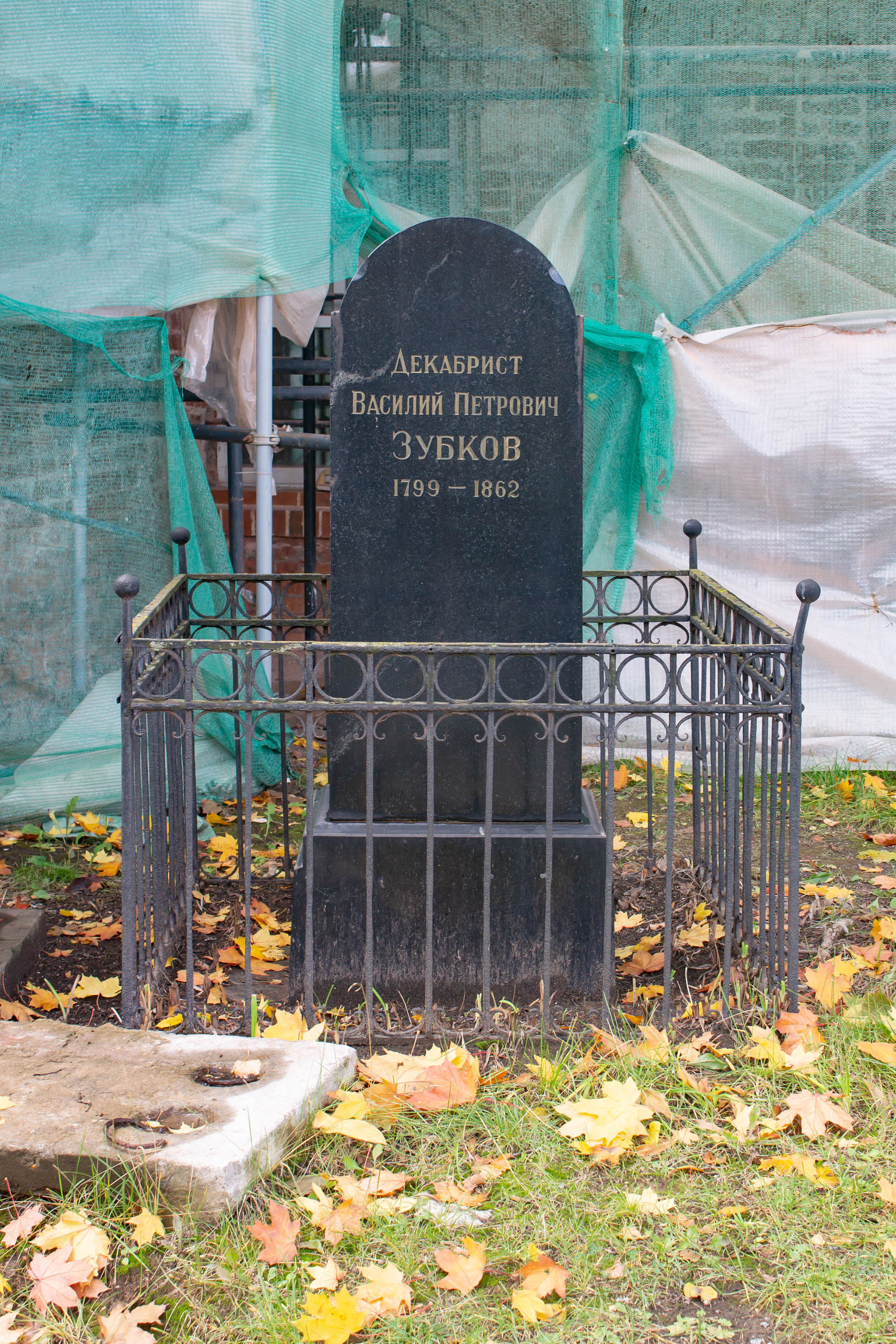
Могила В. П. Зубкова на территории Донского монастыря

С 1834 года исполнял должность советника во 2-м департаменте Московской палаты уголовного суда, с октября 1835 — советник в 1-м департаменте, с 16.12.1837 по 26.5.1838 г. — товарищ председателя Палаты.
С 1838 года — директор Демидовского лицея, с 7 июля по 15 декабря — также директор училищ Ярославской губернии. В 1845 году по наследству от матери получил село Полубояриново.
Был назначен 27 июня 1839 года обер-прокурором 2-го отделения 6-го (уголовного) департамента Сената в Москве, с 28 апреля 1842 — обер-прокурор 8-го Департамент (в 1841—1844 годах периодически исполнял должность обер-прокурора в 6-м и 7-м Департаментах); 3 июля 1843 года произведён в действительные статские советники. С 8 июля 1845 года — обер-прокурор 8-го Департамента, с 1 марта 1850 года — обер-прокурор Общего собрания Московских департаментов Сената.
Со 2 октября 1851 года — обер-прокурор 1-го департамента Сената в Петербурге; заведовал архивом, типографией, казначейством сената, школой писарей министерства юстиции и канцелярией 1-го, 2-го и 3-го департаментов и департамента Герольдии, а также председательствовал в хозяйственном комитете при Сенате. С 1853 года заведовал делами Общего собрания 4-го, 5-го и Межевого департаментов. В 1854 году награждён орденом Св. Владимира 2-й степени (1854). 8 января 1855 года пожалован в сенаторы по Департаменту Герольдии с производством в тайные советники. 19 мая 1855 года вышел в отставку по болезни.
Умер 12 (24) апреля 1862 года в Москве в своём старом доме; похоронен в Донском монастыре, рядом с родителями и родственниками. Ныне стоящий на его могиле памятник был установлен Моссоветом в 1951 году.

## Семья
Жена (с 1823 года) — Анна Фёдоровна Пушкина (25.07.1803—16.03.1889), дочь воронежского губернатора Фёдора Алексеевича Пушкина (1751—1810) от его брака с Марией Ивановной Оболенской (1764—после 1815); дальняя родственница поэта. Рано осиротев, вместе с сестрой Софьей воспитывалась в доме Е. В. Апраксиной. Умерла в Петербурге, похоронена на Никольском кладбище Александро-Невской Лавры. Дети:
- Ольга (25.03.1825[17] — ?) — замужем за генерал-майором В. Д. Евреиновым.
- Наталья (09.05.1826[18]— ?)
- Пелагея (05.07.1827 — ?) — замужем за генерал-майором Н. Б. Герсевановым.
- Владимир (17.07.1828 — ?)
- Борис (13.12.1829—15.3.1889)[источник не указан 1323 дня]
- Татьяна
- Марья
- Анна (13.12.1836—31.10.1850)

## Научная деятельность
С 1824 года состоял членом Московского общества сельского хозяйства, а также членом Императорского Московского Общества испытателей природы. Выступал с докладами (22.12.1828 — об открытых им сибирских насекомых нового рода Odontocnemia Ficheri и новых видов Blethisa Eschscholtzii, Cetonia Karelini и Saperda Quadripunctata). В энтомологии известен жук его имени — Carabus Zubkoffii. Иностранный член Энтомологического общества Франции с 1935 года.
Заведуя Якиманской холерной больницей в 1830—1831 годах, на основании наблюдения за больными при ежедневных посещениях больницы и частных квартир обывателей пришёл к выводу о том, что холера не передаётся по воздуху, как тогда многие считали. Причинами заболевания считал негигиеническую обстановку, излишества в пище и её недоброкачественность, отсутствие тёплой и сухой одежды, пьянство, простуду и т. п. Для профилактики холеры предлагал «вести образ жизни здоровый, остерегаться от всякого излишества и сохранять нравственное спокойствие, которое во всякое время способствует к поддержанию телесных сил.» Выводы В. П. Зубкова, сделанные до открытий Л. Пастера, были достаточно близки к современным положениям.

### Избранные труды
- О незаразительности холеры: Наблюденія, сдѣланныя въ Москвѣ Васильемъ Зубковымъ. — М.: тип. А. Семена, 1831. — 52 с.
- Notice sur un nouveau genre et quelques nouvelles espèces de Coléoptères // Bulletin de la Société Impériale des naturalistes de Moscou. — 1829. — T. 1. — P. 147—168.
- Catalogue des Coléoptères pris par Mr. Karélin dans les Steppes des Kirguises, entre le Volga et l’Oural // Bulletin de la Société Impériale des naturalistes de Moscou. — 1829. — T. 1. — P. 169—170.
- Nouveaux Coléoptères récueillis en Turcménie // Bulletin de la Société Impériale des naturalistes de Moscou. — 1833. — T. 6. — P. 310—340.
- Description de quelques Coléoptères nouveaux // Bulletin de la Société Impériale des naturalistes de Moscou. — 1837. — T. 10, № 5. — P. 59—72